# Viktor Frankl
Viktor Frankl (Viena, 26 de març de 1905 - Viena, 2 de setembre de 1997) fou neuròleg, psiquiatre i filòsof austríac d'origen jueu. Deu la seva importància a la creació de la logoteràpia, un mètode psicoterapèutic que es basa en la voluntat de sentit. També s'anomena la Tercera Escola Vienesa, enfront de la primera de Freud i la segona d'Adler. És molt reconegut pel seu best-seller L'home a la recerca de sentit, que és considerat als Estats Units com un dels 10 llibres més influents del segle xx.

## Biografia
Viktor Frankl va néixer en una família d'origen jueu. El seu pare va treballar durament, fou estenògraf parlamentari i arribà a Ministre d'Assumptes Socials. Des que era un estudiant universitari, participant en organitzacions juvenils socialistes, Frankl va començar d'interessar-se per la psicologia. Va estudiar medicina a la Universitat de Viena i es va especialitzar en neurologia i psiquiatria.
Des de 1933 fins a 1937 va treballar a l'Hospital General de Viena. De 1937 a 1940 va practicar la psiquiatria de forma privada. Des de 1940 fins a 1942 va dirigir el departament de neurologia de l'Hospital Rothschild (l'únic hospital de Viena on eren admesos jueus en aquells moments). Al desembre de 1941 va contraure matrimoni amb Tilly Grosse. A la tardor de 1942, al costat de la seva esposa i els seus pares, va ser deportat al camp de concentració de Theresienstadt. El 1944 va ser traslladat a Auschwitz i posteriorment a Kaufering i Türkheim, dos camps de concentració dependents del de Dachau.
Va ser alliberat el 27 d'abril de 1945 per l'exèrcit estatunidenc. Viktor Frankl va sobreviure a l'Holocaust, però tant la seva esposa com els seus pares van morir en els camps de concentració. Després del seu alliberament va tornar a Viena. El 1945 va escriure el seu famós llibre L'home a la recerca de sentit, on descriu la vida del presoner d'un camp de concentració des de la perspectiva d'un psiquiatre. En aquesta obra exposa que, fins i tot en les condicions més extremes de deshumanització i sofriment, l'home ha de trobar una raó per a viure, basada en la seva dimensió espiritual. Sense ella es produeix un col·lapse interior que pot conduir l'home al buit existencial o bé a la mort.
Aquesta reflexió li va servir de base per al desenvolupament de la Logoteràpia, considerada la Tercera Escola Vienesa de Psicologia, després del Psicoanàlisi de Freud i de la Psicologia Individual d'Adler.
Va dirigir la policlínica neurològica de Viena fins al 1971. El 1949 es doctorà en Filosofia. El 1955 va ser nomenat professor de la Universitat de Viena. A partir de 1961, Frankl va mantenir 5 llocs com a professor als Estats Units, a la Universitat Harvard i de Stanford, així com a la de Dallas, Pittsburgh i San Diego. Va guanyar el premi Oskar Pfister de la Societat Americana de Psiquiatria, així com altres distincions de diferents països europeus. Frankl va ensenyar en la Universitat de Viena fins als 85 anys de forma regular i va ser sempre un gran escalador de muntanyes. També, als 67 anys, va aconseguir la llicència de pilot d'aviació. Va publicar més de 30 llibres, traduïts a nombrosos idiomes, va impartir cursos i conferències per tot el món i va rebre 29 doctorats honoris causa per diferents universitats. Va morir el 2 de setembre de 1997, a Viena.